# Hệ thống canh tác lúa cải tiến
Hệ thống canh tác lúa cải tiến (System of Rice Intensification - SRI), tên gọi đầy đủ là hệ thống thâm canh tổng hợp trong sản xuất lúa, là phương pháp canh tác lúa sinh thái, mang lại hiệu quả và năng suất cao, giảm phát thải khí nhà kính dựa trên những tác động kỹ thuật nhằm giảm chi phí đầu vào như giống, phân bón, thuốc trừ sâu, tiết kiệm nước tưới. Những kỹ thuật tác động bao gồm: cấy mạ non, cấy một dảnh, cấy thưa tạo hiệu ứng hàng biên, quản lý nước, làm cỏ sục bùn và bón phân hữu cơ. Biện pháp canh tác này được công nhận là tiến bộ kỹ thuật ở Việt Nam; giải thưởng Bông lúa vàng năm 2012.

## Lịch sử

### Trên thế giới
SRI được giới thiệu lần đầu tiên tại Madagascar vào những năm 80 bởi nhà bác học Fr.Laulaniere (Pháp). Sau đó, tiến sĩ Norman Uphoff, thuộc Viện Quốc tế lương thực và phát triển thuộc Đại học Cornell tại Mỹ phổ biến rộng rãi. Đến nay, SRI được áp dụng rộng rãi ở trên 30 quốc gia, vùng lãnh thổ.

### Ở Việt Nam
SRI được Chương trình IPM Quốc gia (IPM DANIDA) tài trợ, Cục Bảo vệ thực vật phối hợp với Viện Nông hóa thổ nhưỡng, Viện nghiên cứu lúa Quốc tế.... hướng dẫn nông dân các tỉnh phía Bắc ứng dụng từ năm 2003; đến năm 2005 được ứng dụng trên quy mô từ 2-5 ha, đến năm 2007 là hàng trăm ha.
Ngày 15/10/2007 Bộ Nông nghiệp và Phát triển nông thôn Việt Nam ban hành Quyết định số 3062/QĐ-BNN-KHCN công nhận SRI là tiến bộ kỹ thuật, cho phép áp dụng rộng rãi trong sản xuất lúa ở các tỉnh phía Bắc.
Đến năm 2010, toàn quốc đã có 22 tỉnh thực hiện ứng dụng tiến bộ này vào phát triển sản xuất lúa với tổng diện tích trên 280 nghìn ha. Một số tỉnh, thành phố đã ứng dụng thành công như: Hà Nội, Hòa Bình, Nam Định, Ninh Bình, Thái Bình, Hưng Yên, Hà Nam, Thái Nguyên, Phú Thọ, Vĩnh Phúc, Bắc Kạn, Tuyên Quang, Lào Cai, Bắc Giang, Lai Châu, Điện Biên, Yên Bái, Hải Phòng, Nghệ An, Hà Tĩnh, Quảng Nam, Thừa Thiên Huế.

## Nguyên tắc canh tác
- Tuổi mạ khi cấy: cấy mạ non, tuổi mạ 2 - 2,5 lá; trường hợp đất phèn, mặn, cáy mạ 4 lá.
- Phương pháp cấy: cấy thưa cây cách cây 25 cm hàng cách hàng 25 cm vuông mắt sàng, 1 dảnh/khóm, cấy nông tay.
- Điều tiết nước: rút nước xen kẽ 3-4 lần/vụ nhất là sau khi bón phân lần đầu; luôn giữ ẩm đất.
- Quản lý cỏ dại: làm cỏ sục bùn ít nhất 2 lần vào 10-12 ngày, và 25-27 ngày sau cấy.
- Quản lý dinh dưỡng: bón theo nhu cầu từng giống đảm bảo cân đối N, P, K; khuyến khích bón phân hữu cơ, phân chuồng hoai mục.

## Hiệu quả
So với biện pháp canh tác lúa thông thường, áp dụng SRI, giúp: giảm 70 - 90% thóc giống, 20 - 25% lượng phân bón, năng suất tăng 9 - 15%; hạn chế dịch, bệnh, hại phát triển, nhất là bệnh khô vằn, ốc bươu vàng, bệnh nghẹt rễ, bó gốc, bọ trĩ..., đồng thời tăng khả năng chống chịu sâu, bệnh của cây lúa; giá thành sản phẩm (thóc) giảm 342 - 520 đồng/kg (do tiết kiệm được giống, phân bón, thuốc BVTV, 1/3 chi phí về thủy lợi...) nên lợi nhuận thu được (lãi thuần) đạt trên 2 triệu đồng/ha.
Áp dụng SRI giúp cho cây lúa cứng, khỏe hơn nên ít bị đổ ngả trong điều kiện mưa bão, tăng khả năng chống chịu đối với sâu bệnh mới xuất hiện và giảm 30% nhu cầu nước tưới cho ruộng so với canh tác truyền thống; đồng thời việc không giữ nước ngập mặt ruộng thường xuyên hạn chế khí phát thải khí nhà kính.